# Camera dell'assemblea (Bahamas)
Il Camera dell'assemblea delle Bahamas (in inglese House of Assembly of the Bahamas) è la camera bassa dello stato caraibico delle Bahamas.
Si compone di 39 membri (noti come membri del Parlamento), eletti da singole circoscrizioni per un mandato di cinque anni. Come nel sistema di Westminster, il governo può sciogliere il parlamento e indire elezioni in qualsiasi momento.
La Camera dell'Assemblea svolge tutte le principali funzioni legislative.
Il Primo Ministro è il leader del partito che controlla la maggioranza dei seggi della Camera dell'Assemblea.
La Camera dell'Assemblea è eletta in base ad un sistema proporzionale a collegi uninominali dove si esprime un voto per una sola persona.
Le elezioni parlamentari del 2021 hanno visto la vittoria del Partito Liberale Progressista.
| Controllo di autorità | VIAF (EN) 130154380 · LCCN (EN) n50059404 |